# Любенськ
Любенськ (рос. Любенск) — присілок в Плюському районі Псковської області Російської Федерації.
Населення становить 22 особи. Входить до складу муніципального утворення Муніципальне утворення Заплюсся.

## Історія
Від 2015 року входить до складу муніципального утворення Муніципальне утворення Заплюсся.

## Населення
| 2001 | 2002 | 2010 |
| ---- | ---- | ---- |
| 52   | ↘32  | ↘22  |